# وو نان
وو نان (بالصينية: 吳楠) هو راقص على الجليد صيني، ولد في 9 ديسمبر 1991 في بكين في الصين.

## وصلات خارجية
- وو نان على موقع الاتحاد الدولي للتزلج (الإنجليزية)